# Nastri d'argento 1984
Els Nastri d'argento 1984 foren la 39a edició de l'entrega dels premis Nastro d'Argento (Cinta de plata) que va tenir lloc el 1984.

## Guanyadors

### Millor director
- Federico Fellini - E la nave va
- Pupi Avati - Una gita scolastica
- Nanni Moretti - Bianca

### Millor director novell
- Gabriele Lavia - Il principe di Homburg
- Roberto Russo - Flirt

### Millor productor
- Gianni Minervini - Mi manda Picone

### Millor argument original
- Pupi Avati i Antonio Avati - Una gita scolastica

### Millor guió
- Nanni Loy i Elvio Porta - Mi manda Picone

### Millor actor protagonista
- Carlo Delle Piane - Una gita scolastica
- Giancarlo Giannini - Mi manda Picone
- Enrico Montesano - Sotto.. sotto.. strapazzato da anomala passione
- Alberto Sordi - Il tassinaro

### Millor actriu protagonista
- Lina Sastri - Mi manda Picone
- Giuliana De Sio - Cento giorni a Palermo
- Monica Vitti - Flirt
- Barbara De Rossi - Son contento

### Millor actor debutant
- no acordat
- Leonardo Treviglio - Desiderio
- Fabrizio Bracconeri - Acqua e sapone

### Millor actriu debutant
- Lidia Broccolino - Una gita scolastica
- Alessandra Mussolini - Il tassinaro
- Pietra Montecorvino - "FF.SS." - Cioè: "...che mi hai portato a fare sopra a Posillipo se non mi vuoi più bene?"

### Millor actriu no protagonista
- Monica Scattini - Lontano da dove
- Tiziana Pini - Una gita scolastica

### Millor actor no protagonista
- Leo Gullotta - Mi manda Picone
- Carlo Giuffré - Son contento

### Millor banda sonora
- Riz Ortolani - Una gita scolastica

### Millor fotografia
- Giuseppe Rotunno - E la nave va

### Millor vestuari
- Maurizio Millenotti - E la nave va

### Millor escenografia
- Dante Ferretti - E la nave va

### Efectes especials
- E la nave va

### Millor pel·lícula estrangera
- Ingmar Bergman - Fanny i Alexander (Fanny och Alexander)
- John Landis – Joc de murris (Trading Places)
- Woody Allen - Zelig

### Millor actriu estrangera
- Gena Rowlands - Love Streams
- Meryl Streep - Silkwood

### Millor actor estranger
- John Cassavetes - Love Streams

### Nastro d'argento especiale al millor director estranger debutant
- Barbra Streisand - Yentl

### Millor curtmetratge
- Usa, profondo sud de Berto Bozza

### Millor productor de curtmetratge
- Ferdinando Zazzara – pel complex de la producció

### Menció especial
- Ugo Apollonio - L'albero della memoria